# Kayu Tanam
Kayu Tanam is een bestuurslaag in het regentschap Padang Pariaman van de provincie West-Sumatra, Indonesië. Kayu Tanam telt 5373 inwoners (volkstelling 2010).